# Campionati mondiali di nuoto in vasca corta 2010 - 200 metri rana femminili
Le qualifiche per la finale si è svolta la mattina del 19 dicembre 2010, mentre la finale si è svolta la sera dello stesso giorno.

## Medagliere
| Posizione | Atleta                | Paese       |
| --------- | --------------------- | ----------- |
| Oro       | Rebecca Soni          | Stati Uniti |
| Argento   | Ye Sun                | Cina        |
| Bronzo    | Rikke Møller Pedersen | Danimarca   |

## Record
Prima della manifestazione il record del mondo (RM) e il record dei campionati (RC) erano i seguenti:
| Record mondiale       | 2:14.57 | Rebecca Soni Stati Uniti    | 18 dicembre 2009 Manchester, Regno Unito |
| Record dei campionati | 2:18.73 | Suzaan Van Biljon Sudafrica | 13 aprile 2008 Manchester, Regno Unito   |

Durante la competizione sono stati migliorati i seguenti record:
| Data             | Evento      | Atleta       | Nazione     | Tempo   | Record                |
| ---------------- | ----------- | ------------ | ----------- | ------- | --------------------- |
| 19 dicembre 2010 | 5ª batteria | Rebecca Soni | Stati Uniti | 2:18.66 | Record dei campionati |
| 19 dicembre 2010 | Finale      | Rebecca Soni | Stati Uniti | 2:16.39 | Record dei campionati |

## Risultati batterie
| Pos. | Batteria | Corsia | Atleta                    | Nazionalità    | Tempo        | Note                  |
| ---- | -------- | ------ | ------------------------- | -------------- | ------------ | --------------------- |
| 1    | 5        | 4      | Rebecca Soni              | Stati Uniti    | 2:18.66      | Record dei campionati |
| 2    | 5        | 5      | Ye Sun                    | Cina           | 2:19.77      |                       |
| 3    | 6        | 4      | Rikke Møller Pedersen     | Danimarca      | 2:20.89      |                       |
| 4    | 4        | 4      | Rie Kanetō                | Giappone       | 2:21.36      |                       |
| 5    | 6        | 3      | Martha Mccabe             | Canada         | 2:21.45      |                       |
| 6    | 3        | 5      | Alia Shanee Atkinson      | Giamaica       | 2:21.65      |                       |
| 7    | 5        | 6      | Julija Efimova            | Russia         | 2:22.12      |                       |
| 8    | 1        | 5      | Liping Ji                 | Cina           | 2:22.96      |                       |
| 9    | 4        | 3      | Sarah Katsoulis           | Australia      | 2:22.98      |                       |
| 10   | 6        | 6      | Micah Lawrence            | Stati Uniti    | 2:23.60      |                       |
| 11   | 4        | 6      | Moniek Nijhuis            | Paesi Bassi    | 2:23.92      |                       |
| 12   | 6        | 7      | Hrafnhildur Lúthersdóttir | Islanda        | 2:24.15      |                       |
| 13   | 5        | 3      | Chiara Boggiatto          | Italia         | 2:24.17      |                       |
| 14   | 6        | 5      | Joline Hoestman           | Svezia         | 2:24.70      |                       |
| 15   | 4        | 8      | Mina Matsushima           | Giappone       | 2:25.23      |                       |
| 16   | 4        | 5      | Annamay Pierse            | Canada         | 2:25.34      |                       |
| 17   | 6        | 2      | Sara Nordenstam           | Norvegia       | 2:26.07      |                       |
| 18   | 4        | 2      | Agustina De Giovanni      | Argentina      | 2:26.22      |                       |
| 19   | 5        | 2      | Mireia Belmonte Garcia    | Spagna         | 2:26.53      |                       |
| 20   | 5        | 8      | Yvette Man Yi Kong        | Hong Kong      | 2:28.20      |                       |
| 21   | 6        | 8      | Dilara Buse Gunaydin      | Turchia        | 2:28.71      |                       |
| 22   | 4        | 1      | Jessica Evelyn Pengelly   | Sudafrica      | 2:28.93      |                       |
| 23   | 5        | 1      | Sarra Lajnef              | Tunisia        | 2:31.05      |                       |
| 24   | 4        | 7      | Caroline Reitshammer      | Austria        | 2:31.88      |                       |
| 25   | 3        | 2      | Daniela Victoria          | Venezuela      | 2:31.98      |                       |
| 26   | 3        | 3      | Aurelie Waltzing          | Lussemburgo    | 2:32.19      |                       |
| 27   | 3        | 7      | Patricia Quevedo          | Perù           | 2:37.87      |                       |
| 28   | 3        | 1      | Daniela Lindemeier        | Namibia        | 2:38.36      |                       |
| 29   | 3        | 8      | Danielle Beaubrun         | Saint Lucia    | 2:38.77      |                       |
| 30   | 2        | 4      | On Kei Lei                | Macao          | 2:40.04      |                       |
| 31   | 1        | 3      | Jin Hui Sin               | Corea del Nord | 2:41.24      |                       |
| 32   | 2        | 5      | Melinda Sue Micallef      | Malta          | 2:45.03      |                       |
| 33   | 2        | 3      | Elodie Poo Cheong         | Mauritius      | 2:47.61      |                       |
| 34   | 2        | 7      | Patricia Cani             | Albania        | 2:49.54      |                       |
| 35   | 2        | 6      | Pilar Shimizu             | Guam           | 2:51.66      |                       |
| 36   | 2        | 2      | Anum Bandey               | Pakistan       | 2:53.52      |                       |
| 37   | 1        | 4      | Sehar Saleh               | Kenya          | 3:09.53      |                       |
|      | 3        | 4      | Tatiane Sakemi            | Brasile        | Non partita  | Non partita           |
|      | 5        | 7      | Jennie Johansson          | Svezia         | Non partita  | Non partita           |
|      | 3        | 6      | Sara El Bekri             | Marocco        | Squalificata | Squalificata          |
|      | 6        | 1      | Katheryn Anne Meaklim     | Sudafrica      | Squalificata | Squalificata          |

## Finale
| Pos. | Corsia | Atleta                | Nazionalità | Tempo   | Note                  |
| ---- | ------ | --------------------- | ----------- | ------- | --------------------- |
|      | 4      | Rebecca Soni          | Stati Uniti | 2:16.39 | Record dei campionati |
|      | 5      | Ye Sun                | Cina        | 2:18.09 |                       |
|      | 3      | Rikke Møller Pedersen | Danimarca   | 2:18.82 |                       |
| 4    | 1      | Julija Efimova        | Russia      | 2:19.69 |                       |
| 5    | 2      | Martha Mccabe         | Canada      | 2:20.61 |                       |
| 6    | 8      | Liping Ji             | Cina        | 2:21.05 |                       |
| 7    | 6      | Rie Kanetō            | Giappone    | 2:22.11 |                       |
| 8    | 7      | Alia Shanee Atkinson  | Giamaica    | 2:25.49 |                       |